# Rolampont
Rolampont é uma comuna francesa na região administrativa de Grande Leste, no departamento de Haute-Marne. Estende-se por uma área de 49,1 km², com 1 508 habitantes, segundo os censos de 1999, com uma densidade de 30 hab/km².